# دورا برنس
دورا برنس (بالإسبانية: Dora Prince)‏ هي ممثلة أرجنتينية، ولدت في 3 أكتوبر 1930 بمايبو في الأرجنتين، وتوفيت في 29 يناير 2015 ببوينس آيرس في الأرجنتين.

## وصلات خارجية
- دورا برنس على موقع IMDb (الإنجليزية)
- دورا برنس على موقع كينوبويسك (الروسية)